# Шерда
Шерда (фр. Cherda) — деревня в Чаде, расположенная на территории региона Тибести. Входит в состав департамента Западное Тибести. Население составляют представители субэтнической группы теда народа тубу.

## География
Деревня находится в северо-западной части Чада, на юго-западной окраине плоскогорья Тибести, на высоте 632 метров над уровнем моря.
Шерда расположена на расстоянии приблизительно 898 километров к северо-северо-востоку (NNE) от столицы страны Нджамены. Ближайшие населённые пункты: Ашеда, Зуар, Йонуге, Дебасан, Мусой, Дердеуни.
Климат Шерда характеризуется как аридный жаркий (BWh в классификации климатов Кёппена).

## Транспорт
Ближайший аэропорт расположен в городе Зуар.